# Юхан Борген
Юхан Борген (норв. Johan Borgen; 28 квітня 1902, Християнія — 16 жовтня 1979) — норвезький письменник.

## Життєпис
Син адвоката. Літературну діяльність почав, як журналіст. Збірники «Спостереження і заперечення» («Betraktninger og anfektelser», під псевд. Мумле Госегг, 1932) і «60 Мумле Госегг» («60 Mumle Gåsegg», 1936), направлені головним чином проти суспільного лицемірства, принесли Боргену репутацію одного з найкрупніших гумористів Норвегії. 
Перший роман Боргена «Підбиваючи підсумки» («Når alt kommer til alt», 1934) зображає рефлектуючого інтелігента. В п'єсах 30-х рр. «Конторшеф Лі» (1936), «Поки ми чекаємо» (1938) та ін. Борген показав себе майстром психологічного аналізу. 
Під час 2-ї Світової війни емігрував у Швецію, де написав «Літа немає і не буде» («Ingen sommer», Стокгольм, 1944, в Осло вид. в 1946) про настрої норвезької інтелігенції під час окупації. В романі «Стежка кохання» (1946) Борген засуджує пасивність частини інтелігенції, ворожої до фашизму. В трилогії «Маленький лорд» («Lillelord», 1955), «Темні води» («De mørke kilder» ,1956) и «Тепер йому не втекти» («Vi har ham nå», 1957) найвідомішому його творі, показане формування, розвиток та крах особистості головного героя. В романі «Я» («Jeg», 1959) Борген віддав шану методу фрейдистського психоаналізу.

## Твори
- Dager på Grini, [Oslo], 1945;
- Noveller i utvalg. 1936—1961, Oslo, 1961;
- Blåtind, Oslo, 1964;
- Ord gjennom år. Essays, Oslo, 1966;
- Trær alene i skogen, Oslo, 1969.